# Mesochorus unicarinatus
Mesochorus unicarinatus là một loài tò vò trong họ Ichneumonidae.